# Metro v Los Angeles
Metro tvoří v americkém okresu Los Angeles páteř systému městské hromadné dopravy. Skládá se ze šesti linek, které obsluhují 105 stanic a celkem 173 kilometrů povrchových i podpovrchových tratí. Provozovatelem systému je společnost Metro Rail, která přímo spadá pod městský úřad pro dopravu LACMTA (Los Angeles County Metropolitan Transportation Authority). Provoz systému byl zahájen v roce 1990 a v současnosti probíhá výstavba několika dalších úseků. Systém je propojen s expresními autobusovými linkami Metro Busway a s příměstskou železnicí Metrolink. Metru se přezdívá „America's best“, což svědčí o jeho kvalitě.

## Historie

### Původní městská železnice
Na počátku 20. století existovala v jižní Kalifornii rozsáhlá soukromá železniční síť o délce přes 1 600 km, na které provozovaly hromadnou dopravu dvě společnosti. První z nich byla Pacific Electric (přezdívaná Red Cars), která obsluhovala příměstské a meziměstské linky. Druhá společnost, Los Angeles Railway (známá jako Yellow Cars), provozovala pouliční tramvajovou dopravu v Downtownu a blízkém okolí. Nedostatek finančních prostředků způsobil, že Pacific Electric začala od roku 1927 nahrazovat méně vytížené tratě levnější autobusovou dopravou. V roce 1958 byly zbylé soukromé železniční i autobusové dopravní společnosti sloučeny a převedeny do státní organizace Los Angeles Metropolitan Transit Authority. Rok 1963 poté znamenal konec městské železniční dopravy, likvidaci tratí a náhradu autobusovou dopravou.

### Metro
Rostoucí počty aut a čím dál častější tvorby masivních dopravních zácp vedly v následujících desetiletích k rychlému návratu k podpoře železniční dopravy. Snahy o větší ochranu životního prostředí, nárůst počtů obyvatel i cen benzínu se zasadily o návrat městské železniční dopravy do okresu Los Angeles. S využitím prostředků ze zvýšených daní, což si odhlasovali voliči ve volbách, zahájil dopravní úřad LACMTA v roce 1985 výstavbu první novodobé linky městské železniční dopravy. O pět let později, 14. července 1990, byl zahájen provoz mezi stanicemi Pico a Willow Street na Blue Line (dnešní A Line). Během následujících let přibylo dalších šest linek, které společně tvoří páteř hromadné dopravy v Los Angeles County.

### Linka K
Trasa linky K (dříve Crenshaw/LAX Line) částečně vychází z původní linky č. 5 společnosti Los Angeles Railway, která v letech 1920 až 1955 spojovala centrum Los Angeles s městem Hawthorne. Po nepokojích v roce 1992 město hledalo cestu, jak pomoci obyvatelům chudšího regionu South Los Angeles, čemuž mělo pomoci nové spojení s centrem města a ekonomický růst související s výstavbou. Dalším podnětem byla možnost napojení Mezinárodního letiště Los Angeles na další linku metra. Nová trasa vede od stávající stanice linky E Expo/Crenshaw jižním směrem přes Leimert Park a Inglewood k letišti. Tam je napojena na trať stávající linky C. Stavba byla zahájena v roce 2012, provoz na prvním úseku Expo/Crenshaw – Westchester/Veterans byl zahájen 7. října 2022. Druhý úsek od stanice Westchester/Veterans na jih směrem ke stanici Aviation/Century a lince C byl otevřen v 6. června 2025.

### Regional Connector
Cílem projektu s názvem Regional Connector bylo prodloužení tunelu linek A a E z bývalé konečné 7th Street/Metro Center v Downtownu až k losangeleskému nádraží Union Station a následné propojení s tratí dnes již neexistující linky L. To umožnilo nejen nahrazení linky L prodlouženými linkami A a E, ale i posílení dopravy v samotném centru Los Angeles a snížení počtu přestupů. Oficiální zahájení stavby proběhlo v roce 2014, pravidelný provoz s cestujícími byl zahájen 16. června 2023.

## Linky
| Název linky | Logo | Rok otevření | Délka v km | Počet stanic | Konečné stanice                        | Typ         | Vozidla                                            |
| ----------- | ---- | ------------ | ---------- | ------------ | -------------------------------------- | ----------- | -------------------------------------------------- |
| Linka A     |      | 1990         | 78,1       | 44           | APU/Citrus College Downtown Long Beach | Lehké metro | Siemens P2000 AnsaldoBreda P2550 Kinkisharyo P3010 |
| Linka B     |      | 1993         | 23,7       | 14           | North Hollywood Union Station          | Metro       | Breda A650                                         |
| Linka C     |      | 1995         | 28,6       | 12           | LAX/Metro Transit Center Norwalk       | Lehké metro | Kinkisharyo P3010                                  |
| Linka D     |      | 2006         | 10,3       | 8            | Wilshire/Western Union Station         | Metro       | Breda A650                                         |
| Linka E     |      | 2012         | 35,2       | 29           | Atlantic/Metro Center Santa Monica     | Lehké metro | Kinkisharyo P3010                                  |
| Linka K     |      | 2022         | 18         | 13           | Expo/Crenshaw Redondo Beach            | Lehké metro | Kinkisharyo P3010                                  |

## Vozový park

### Metro
Pro linky B a D má dopravce k dispozici flotilu 104 vozů typu A650 od italského výrobce Breda. Jsou vyrobeny z nerezové oceli a vybaveny klimatizací, prostory pro hendikepované, systémem ATO (automatické vedení vlaku), zařízením pro nouzovou komunikaci a jejich maximální rychlost činí 110 km/h. Prvních 30 vozů vybavených stejnosměrnými motory Westinghouse bylo vyrobeno v letech 1988 až 1993. Druhá série čítající 74 vozů se střídavými motory od General Electric spatřila světlo světa v letech 1995 až 1997. Vozy jsou podle potřeby spřahovány do čtyř či šestivozových souprav.

### Lehké metro
Vozový park na linkách A, C, E a K tvoří dvoučlánkové vozy vyrobené z nerezové oceli o délce 26,52 metru. První generaci tvořily vozy řad P865 a P2020 japonského výrobce Nippon Sharyo, které sloužily od zahájení provozu v roce 1990 až do dubna 2021. V roce 1999 byly do provozu zařazeny vozy Siemens P2000, kterých bylo dodáno celkem 52. Společnost AnsaldoBreda dodala v letech 2005 až 2011 dohromady 50 vozů řady P2550. Nejnovější a nejpočetnější řadu tvoří 235 vozů P3010, které byly navrženy japonskou společností Kinkisharyo a montovány v letech 2014–2020 v kalifornském Palmdale.

## Budoucnost

Mapa projektů metra v Los Angeles

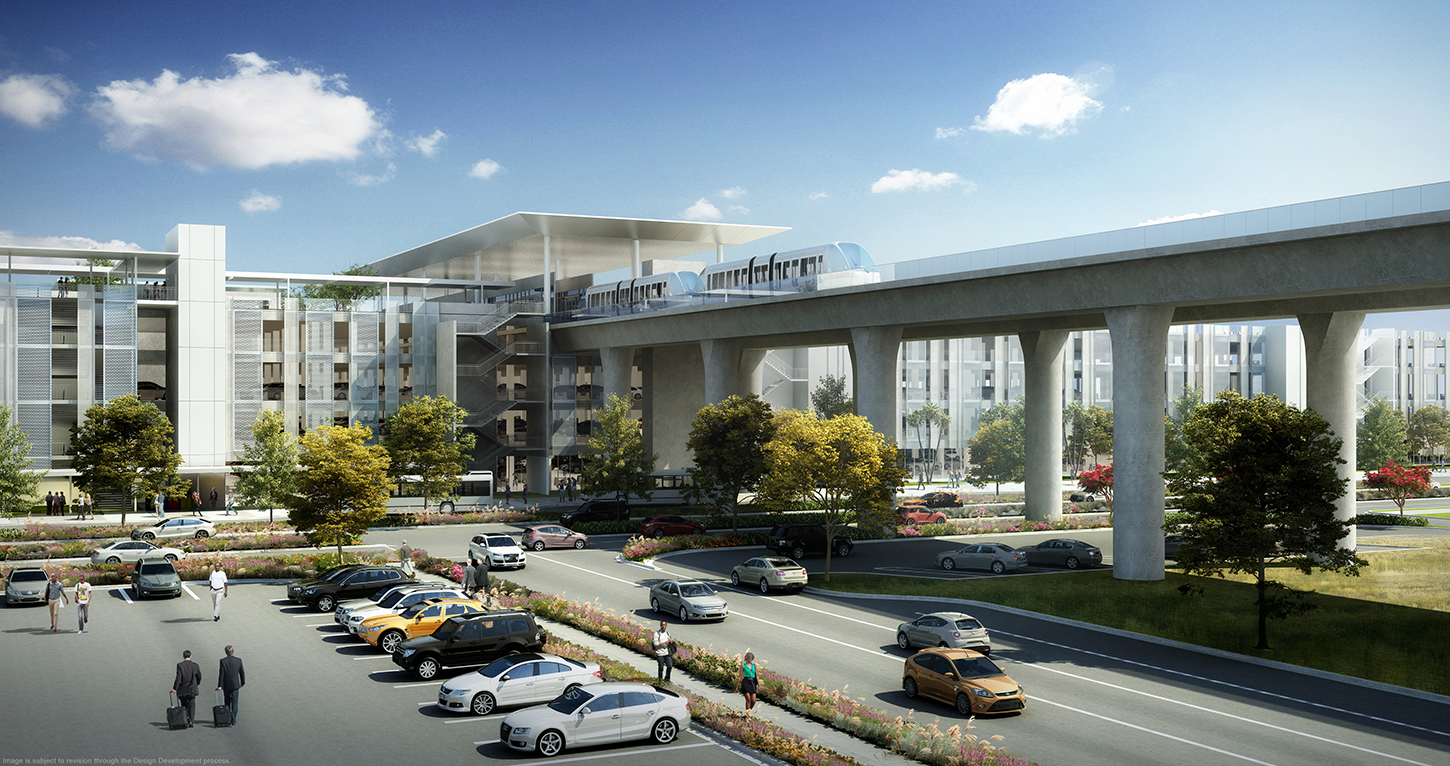
Nadzemí dráha a půjčovna automobilů u letiště Los Angeles

### LAX Automated People Mover
V roce 2026 bude zahájen provoz nadzemní dráhy, která propojí jednotlivé terminály Mezinárodního letiště Los Angeles se stanicí metra linek C a K LAX/Metro Transit Center a nově vybudovaným centrem půjčoven automobilů.

### Prodloužení linky A
Mezi městy Azusa a Montclair probíhá od roku 2017 výstavba dvaceti kilometrů nové tratě pro linku A. Projekt za 1,5 miliardy dolarů zahrnuje mimo jiné výstavbu šesti nových stanic od současné konečné APU/Citrus College směrem na východ a přestavbu uzlu Montclair Transcenter. První část nového úseku obsahující stanice Glendora, San Dimas, La Verne a Pomona bude otevřen v roce 2025. Zbylý úsek se stanicemi Claremont Village a Montclair bude zprovozněn o dva roky později. Půjde o první linku v síti losangeleského metra, která bude vyjíždět mimo okres Los Angeles – konečná stanice Montclair bude ležet v sousedním okresu San Bernardino.

### Prodloužení linky D
Prodloužení linky D ze stávající konečné Wilshire/Western dále na západ do Westside bylo schváleno v roce 2009. Na 14 kilometrů dlouhém úseku, jehož výstavba je rozdělena do tří etap, vznikne sedm nových stanic. Nový úsek spojí Westwood, Century City, Beverly Hills a oblast okolo bulváru Wilshire s centrem Los Angeles. Otevírání jednotlivých etap je plánováno postupně na roky 2025 (do Wilshire/La Cienega), 2026 (do Century City/Constellation) a 2027 (do Westwood/VA Hospital). V blízkosti stanice Westwood/UCLA vyroste při příležitosti konání Letních olympijských her v roce 2028 nová olympijská vesnice.

## Galerie

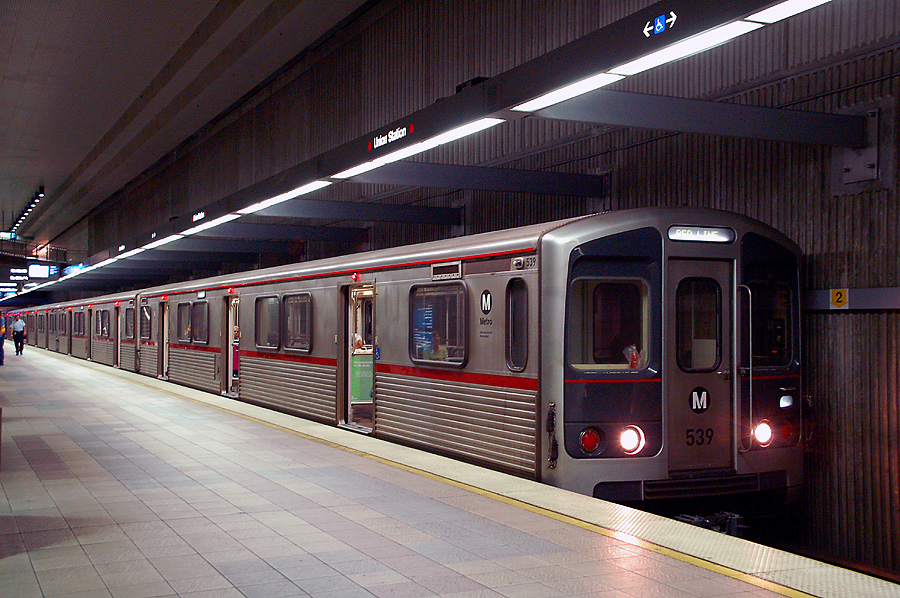
Breda A650 ve stanici Union Station
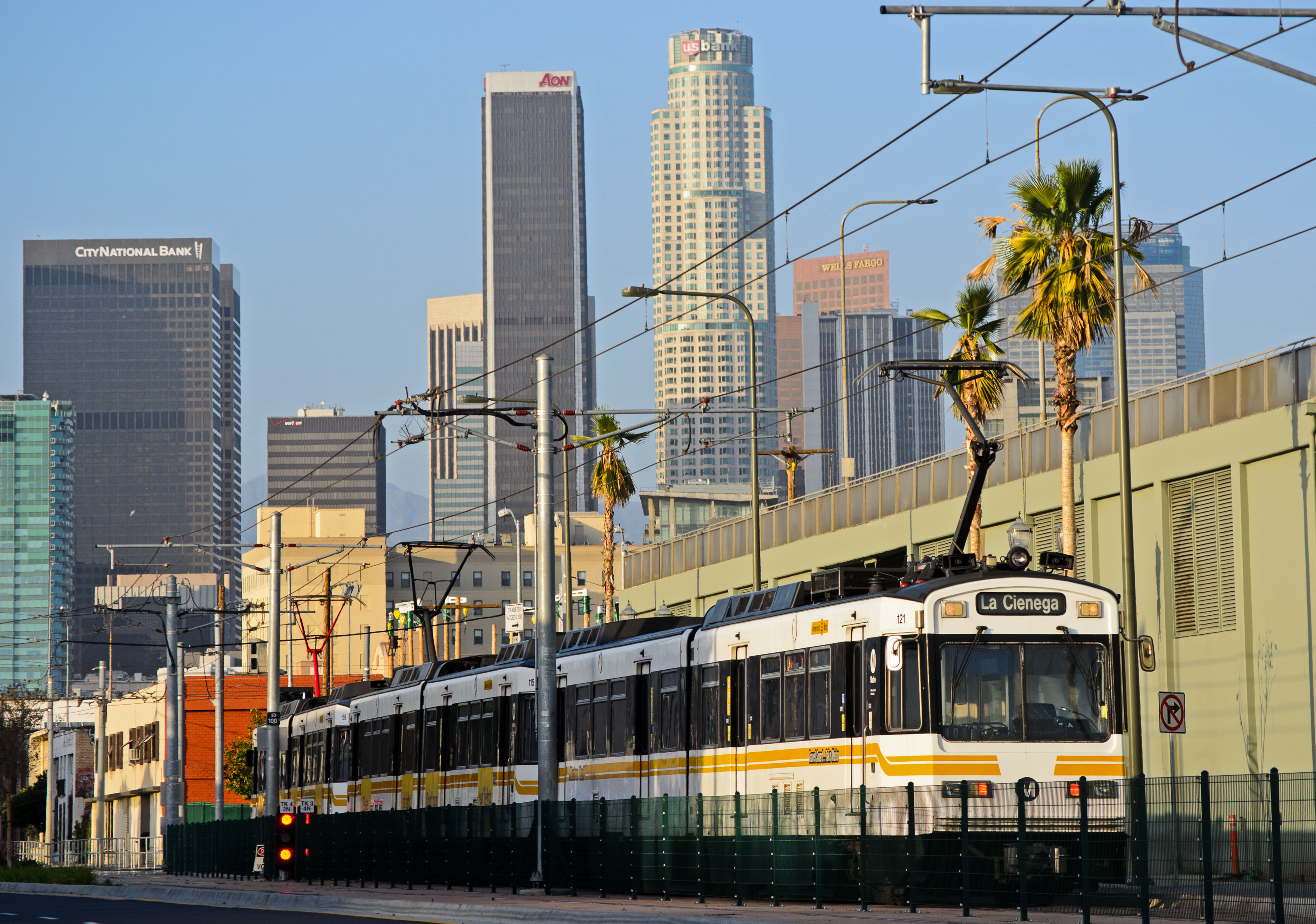
Nippon Sharyo P865 a panorama Downtownu
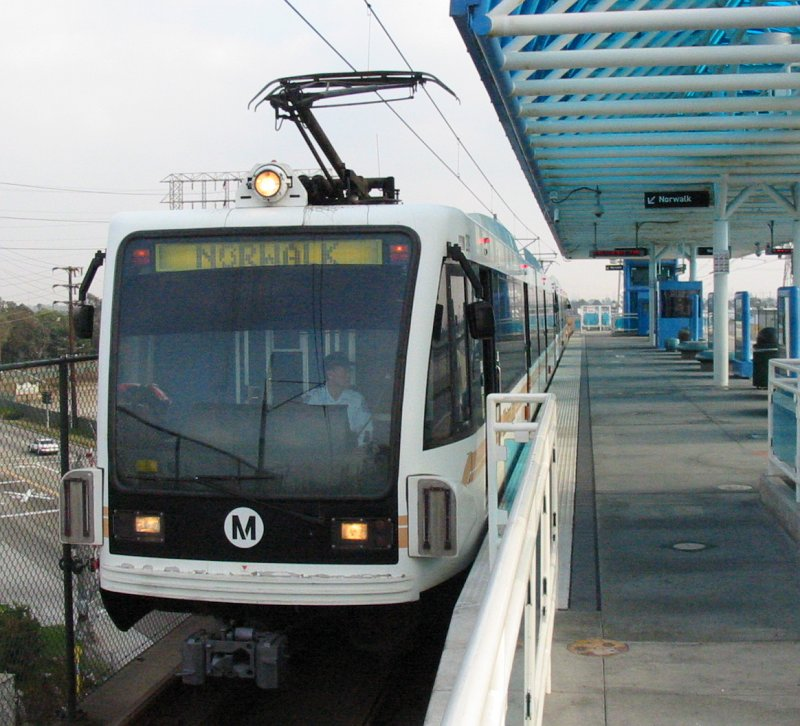
Redondo station a Siemens P2000
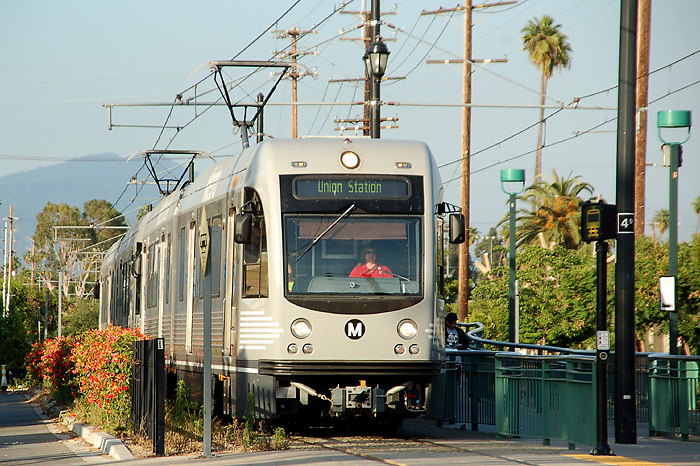
AnsaldoBreda P2550 na lince L (Gold Line)
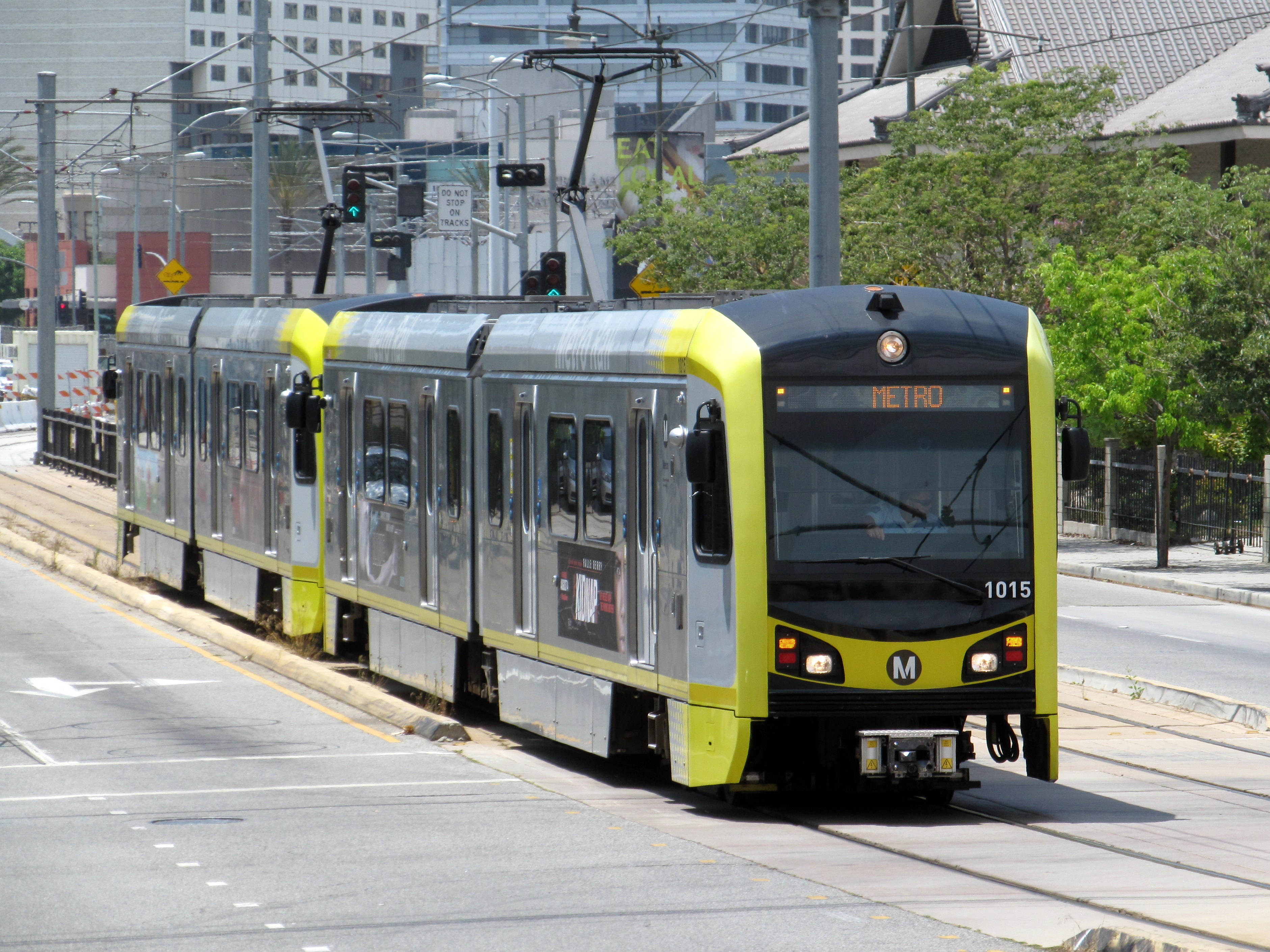
Kinkisharyo P3010 na lince L (Gold Line)
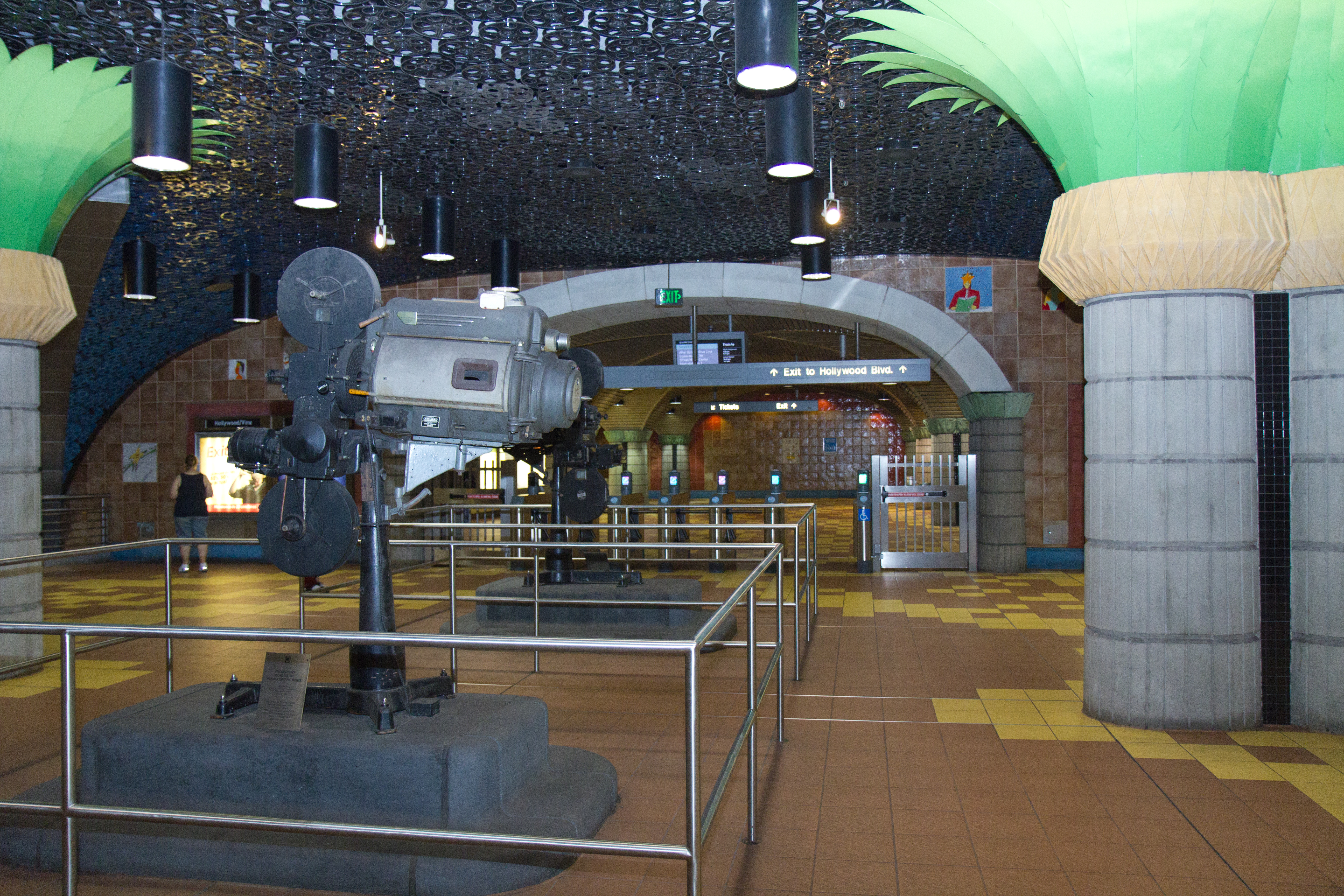
Stanice Hollywood/Vine
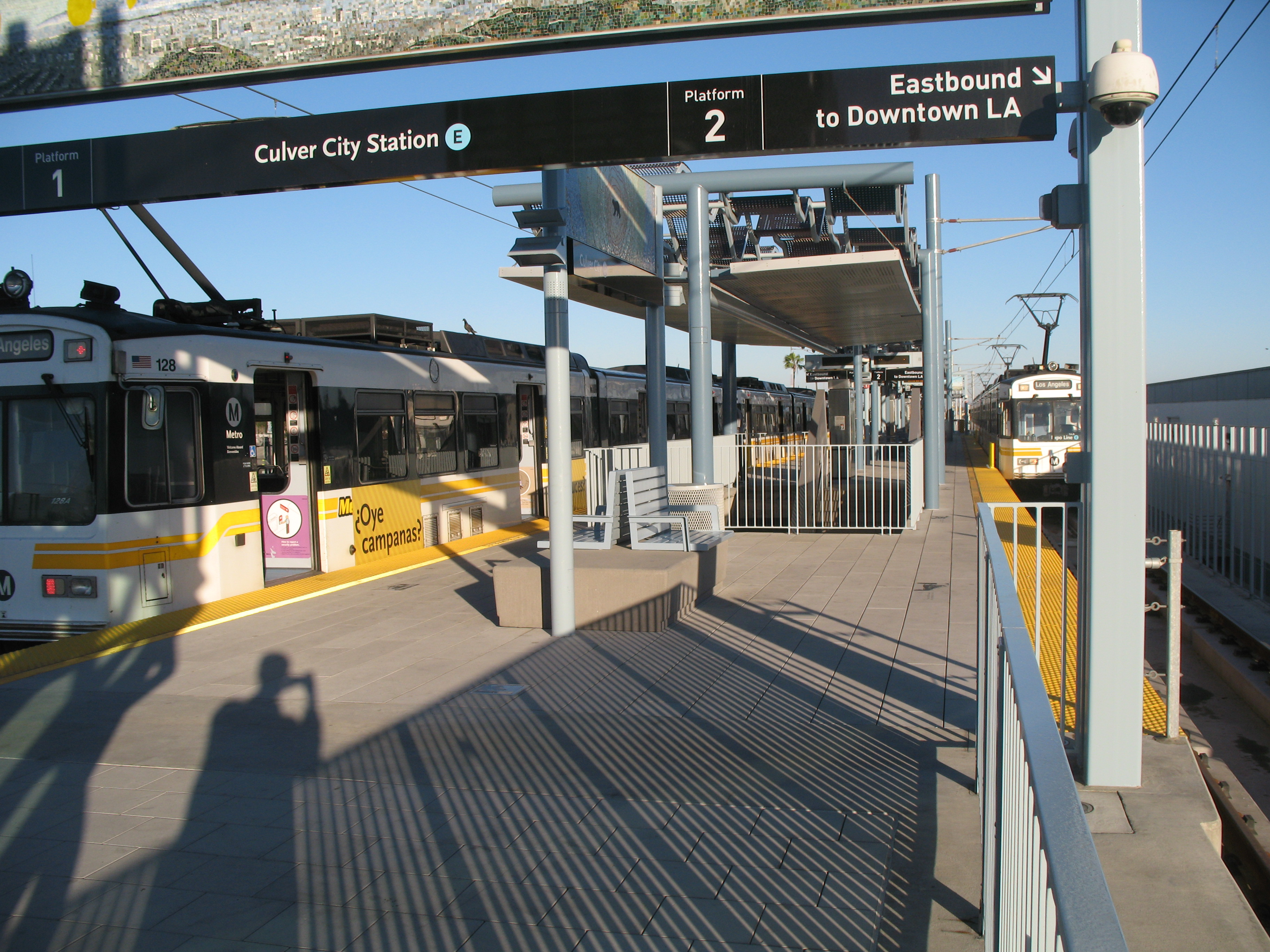
Stanice linky E (Expo Line) Culver City
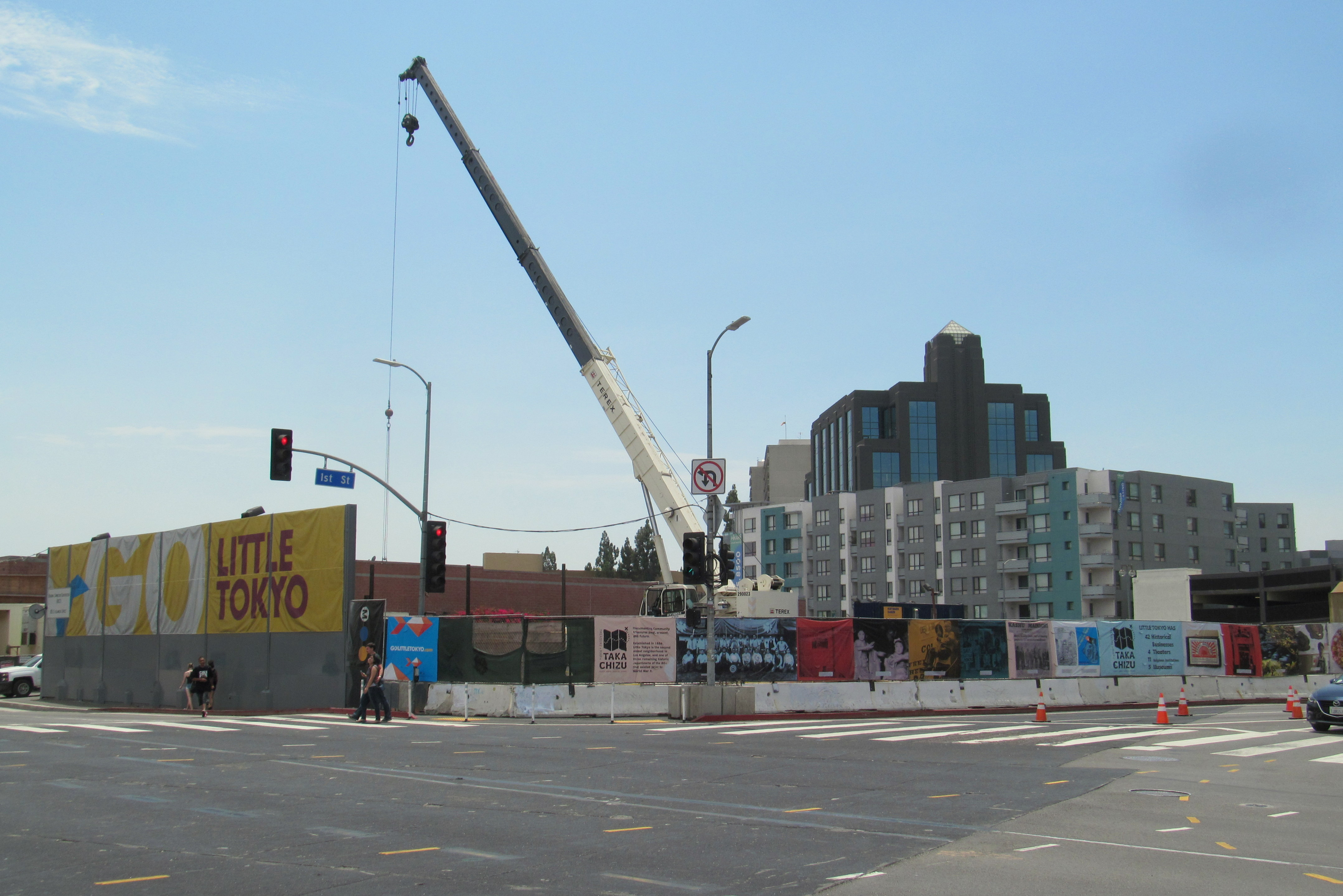
Výstavba stanice Little Tokyo/Arts District